# Metadorcinus ditomoides
Metadorcinus ditomoides es una especie de coleóptero de la familia Lucanidae.

## Distribución geográfica
Habita en Brasil.